# Indigofera taborensis
Indigofera taborensis är en ärtväxtart som beskrevs av Jan Bevington Gillett. Indigofera taborensis ingår i släktet indigosläktet, och familjen ärtväxter. Inga underarter finns listade i Catalogue of Life.